# Clotsinda
Clotsinda fue una santa católica del siglo VII, cuya festividad se celebra el 5 de mayo. Es especialmente venerada en Douai (Francia). Era hija de santa Rictrudis de Marchiennes y Adalberto I de Ostrevent, duque de Douai. Sus hermanos Mauronto, Adalsinda y Eusebia son también santos.